# Hugo Mamba-Schlick
Hugo Lucien Mamba-Schlick (* 1. Februar 1982 in Sarcelles) ist ein ehemaliger kamerunischer Leichtathlet, der sich auf den Dreisprung spezialisiert hat und gelegentlich auch im Weitsprung an den Start ging.

## Sportliche Laufbahn
Erste internationale Erfahrungen sammelte Hugo Mamba-Schlick im Jahr 2004, als er bei den Afrikameisterschaften in Brazzaville mit einer Weite von 15,75 m den fünften Platz im Dreisprung belegte und im Weitsprung mit 6,73 m auf Rang neun gelangte. 2006 erreichte er bei den Afrikameisterschaften in Bambous mit 16,20 m den fünften Platz und im Jahr darauf gewann er bei den Afrikaspielen in Algier mit 16,61 m die Silbermedaille hinter dem Senegalesen Ndiss Kaba Badji. Anschließend startete er bei den Weltmeisterschaften in Osaka und schied dort mit 16,24 m in der Qualifikationsrunde aus. 2008 sicherte er sich bei den Afrikameisterschaften in Addis Abeba mit 16,92 m die Silbermedaille hinter Ndiss Kaba Badji und anschließend nahm er an den Olympischen Sommerspielen in Peking teil und verpasste dort mit 16,01 m den Finaleinzug. Im Jahr darauf schied er auch bei den Weltmeisterschaften in Berlin mit 16,63 m in der  Vorrunde aus und anschließend siegte er mit 16,78 m bei den Spielen der Frankophonie in Beirut. 2010 gewann er bei den Afrikameisterschaften in Nairobi mit 16,78 m erneut die Silbermedaille, diesmal hinter dem Nigerianer Tosin Oke und Anfang September wurde er beim IAAF Continentalcup in Split mit 16,90 m Vierter. Daraufhin startete er bei den Commonwealth Games in Neu-Delhi und gewann dort mit neuem Landesrekord vn 17,14 m die Silbermedaille hinter Tosin Oke.
2011 schied er bei den Weltmeisterschaften in Daegu mit 16,15 m in der Qualifikationsrunde und anschließend gewann er bei den Afrikaspielen in Maputo mit einem Sprung auf 16,17 m die Bronzemedaille hinter Oke und dem Algerier Issam Nima. Im Jahr darauf sicherte er sich bei den Afrikameisterschaften in Porto-Novo mit 16,34 m ebenfalls die Bronzemedaille hinter Oke und Nima. 2013 belegte er bei den Spielen der Frankophonie in Nizza mit 16,15 m den achten Platz und im Jahr darauf gelangte er bei den Afrikameisterschaften in Marrakesch mit 16,36 m auf Rang fünf. Er setzte seine Karriere ohne weiteren größeren Erfolge bis 2019 fort und beendete dann seine aktive Laufbahn im Alter von 37 Jahren. 
In den Jahren 2002 und 2006 wurde Mamba-Schlick kamerunischer Meister im Dreisprung.

## Persönliche Bestleistungen
- Weitsprung: 7,59 m (+1,6 m/s), 18. Mai 2014 in Toulouse
  - Weitsprung (Halle): 7,01 m, 22. Dezember 2012 in Plonéour-Lanvern
- Dreisprung: 17,14 m (+0,8 m/s), 12. Oktober 2010 in Neu-Delhi (kamerunischer Rekord)
  - Dreisprung (Halle): 16,54 m, 24. Februar 2013 in Metz (kamerunischer Rekord)